# Fenilurea

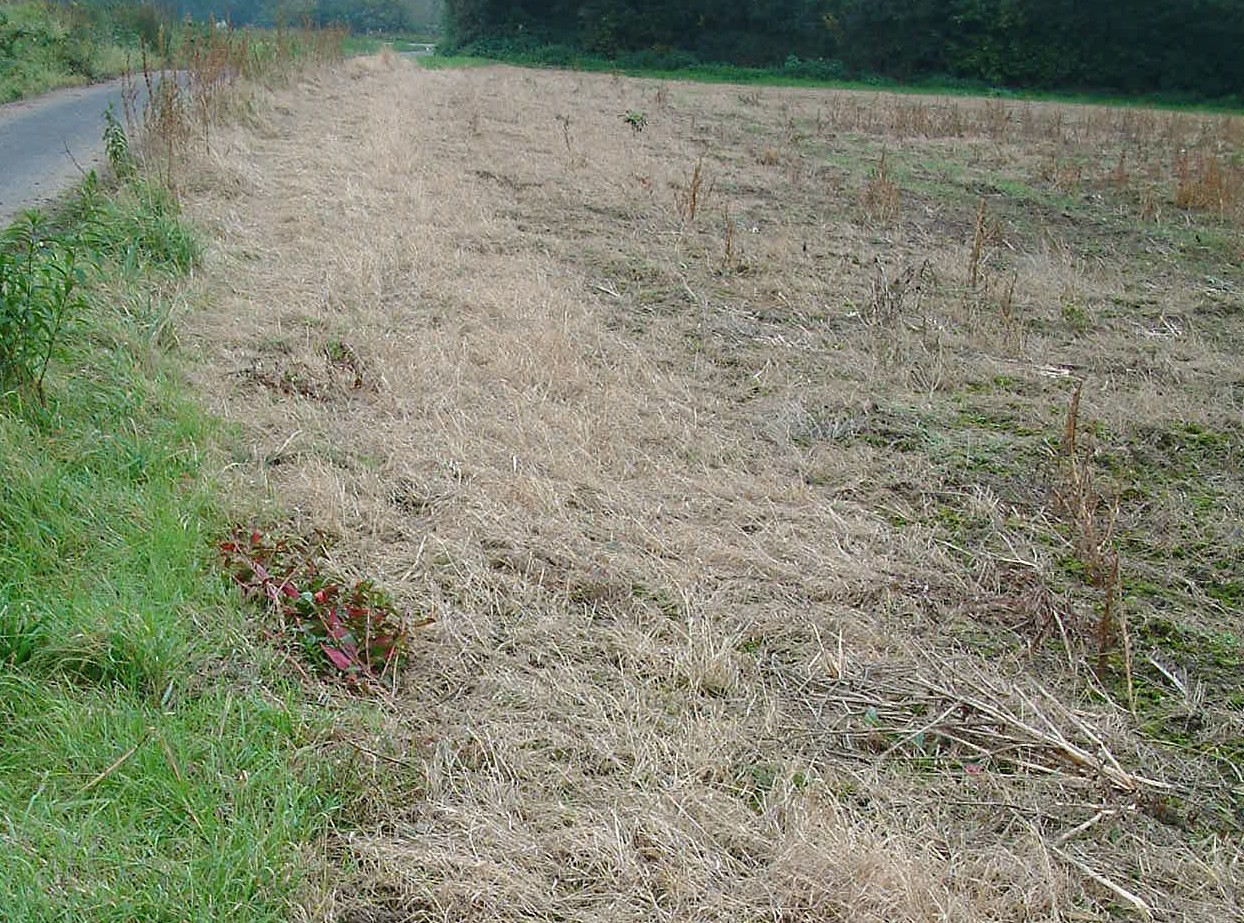
Campo, después del tratamiento con herbicidas.

Son compuestos orgánicos derivados de la urea (amida de ácido carbónico (carbamida) de fórmula CO(NH2)2).
Estos compuestos pertenecen al grupo de los herbicidas, es decir, son sustancias químicas, por lo general de origen orgánico, usadas como pesticidas para destruir y/o controlar el crecimiento de las hierbas, plantas indeseables y en tratamientos de preemergencia. Son persistentes.

## Propiedades
Las principales propiedades de los herbicidas que van a influir sobre su persistencia son: la solubilidad en agua (indica su potencialidad para lixiviar), la adsorcíón al suelo, la presión de vapor (determina su volatilidad) y la estructura química determinará como se degradará en el suelo. Varios herbicidas son degradados a través de reacciones químicas tales como; la hidrólisis, reducción y oxidación.

## Factores que afectan a su actividad
Existen varios factores que van a afectar a la actividad de los herbicidas: absorción, naturaleza del suelo, naturaleza del herbicida, acidez del suelo, humedad,...
La selectividad de los herbicidas derivados de la urea, va a depender fundamentalmente de la capacidad para resistir condiciones adversas; afectan a la función clorofílica y producen la muerte por falta de alimento. Las fenilureas se emplean en cultivos de raíces profundas, perennes.

## Toxicidad
Con respecto a la toxicidad, pueden provocar efectos negativos considerables en los ecosistemas agrícolas; en los mamíferos es baja.
Dosis masivas de estos compuestos pueden ir acumulándose en el suelo, contaminándolo y frecuentemente pasan a las aguas subterráneas y superficiales.

## Derivados
Como derivados de la fenilurea cabe destacar:
- Diuron: sólido cristalino blanco, punto de fusión 159 °C, solubilidad muy baja en disolventes hidrocarbonados. Estable frente a la oxidación y la humedad, se descompone a 180°C. Herbicida de preemergencia. Se aplica en alcachofa, algodón, olivo, vid,...
- Linuron: sólido, punto de fusión 93-94 °C. Ligeramente soluble en agua y parcialmente en acetona y alcohol. Herbicida selectivo. Aplicación en alcachofa, espárrago, girasol, haba, patata, zanahoria,...
- Monuron: sólido cristalino, blanco, inodoro, punto de fusión 175 °C. Muy baja solubilidad en agua y disolventes de hidrocarburos, ligeramente soluble en aceites y parcialmente en alcoholes. Estable frente a la oxidación y humedad. Regulador del crecimiento de las plantas. Control total de hierbas en zonas de cultivo.

- Datos: Q5858674